# Bolsenheim
Bolsenheim település Franciaországban, Bas-Rhin megyében. Lakosainak száma 572 fő (2022. január 1.). Bolsenheim Erstein, Meistratzheim, Osthouse, Schaeffersheim, Uttenheim, Westhouse és Niedernai községekkel határos.

## Népesség
A település népességének változása:
| Lakosok száma | 476  | 500  | 521  | 531  | 538  | 545  | 552  | 574  | 572  |
|               | 2013 | 2015 | 2016 | 2017 | 2018 | 2019 | 2020 | 2021 | 2022 |